# 針すなお
針 すなお（はり すなお、1933年3月15日 - ）は、日本の漫画家、イラストレーター、武道家。本名は高閑者 順（たかがわ すなお）。
政治家や芸能人、スポーツ選手など著名人の似顔絵で知られているほか、武道家として、武術「体の杖（たいのじょう）」を創始した。

## 略歴
佐賀県佐賀市出身。生家は旧佐賀藩の菩提寺・高伝寺（針自身も住職を務めた）。五男。
子供の頃から絵を描くのを好み、実家の寺に届けられた布施の包み紙を住職の父親から貰い絵を描いていた（戦時中で、紙が貴重品であったため）。寺の廊下で住職や兄の似顔絵を、小学校のクラスで友達や教師の似顔絵を描いて人気を得た。中学、高校になると漫画を描くようになった。
佐賀県立佐賀高等学校（現・佐賀県立佐賀西高等学校）卒業後、佐賀県内の大和紡績に勤務していたが１年て退社し、漫画家を目指して1952年（昭和27年）に上京する。当時は漫画に限らず何か目指すには東京に行かなければ話にならない時代だった。しかし生活に行き詰まり、いったん帰郷。佐賀相互銀行に経理係として入社した4カ月後、以前訪問していた経済雑誌を手掛ける出版社から誘いを受け、1953年（昭和28年）、再び上京。その出版社の記者として編集の仕事を手伝いつつ、その会社の系列雑誌のカットやインタビューした会社社長の似顔絵などイラストを描くかたわら、キャバレーの看板描きのアルバイトに従事した。また、投稿家として漫画家活動に入り、約5年間、新聞・雑誌の新人漫画欄への投稿や持ち込みを続けた。
新聞の世相風刺コント欄投稿家2人とともに、漫画合作グループ「はりもぐら」を結成するも、すぐに意見の違いから解散。1人で「針もぐら」を名乗って活動したが、漫画家仲間からとがめられ、本名の順（すなお）と組み合わせて「針すなお」と改名。1956年（昭和31年）にプロ漫画家としてデビューした。独立漫画派を経て、1964年（昭和39年）9月より漫画集団に所属（同期入団に井上洋介、佃公彦、手塚治虫、柳原良平ら）。
当初は複数ページのナンセンス漫画や大人向けの漫画を手掛けたが、「しっくりこなかった」という。漫画集団の会合で手塚治虫から「似顔絵は苦手なんだよ」と打ち明けられ、「手塚治虫ですら似顔絵で困っている」と自信を得て、得意分野の1コマの似顔漫画に専念するようになる。 著名人の似顔絵は雑誌などの掲載やテレビ番組でもよく放送される事で知名度が高まり、読者や視聴者が見るだけでに針の作品であると認知されるようになる。
1978年（昭和53年）頃から朝日新聞政治欄の風刺漫画を担当。全国紙では他に産経新聞の人物似顔絵カットを2008年（平成20年）頃まで担当していた。郷里の佐賀新聞には、1994年（平成6年） 3月6日付 から政治漫画を連載している。また上毛新聞に政治漫画を連載していた。なお、2024年7月25日の佐賀新聞社のYouTube で 佐賀新聞創刊140周年にあたりお祝いのメッセージを寄せており、中学生か高校生の頃に佐賀新聞社にて１日記者体験した思い出についても語っている。
2021年（令和3年）にはももいろクローバーZの似顔絵（「ももいろクローバーZ 13周年記念コンサート ～再び、その先へ～」）も手がけている。

### 受賞歴
- 1973年（昭和48年） 第2回日本漫画家協会賞優秀賞（『針すなお似顔漫画集・そっくり』[6]）
- 1998年（平成10年） 第44回文藝春秋漫画賞（一連の似顔漫画）
- 1998年（平成10年）佐賀新聞文化賞[7]

## 人物・エピソード
- 血液型A型。既婚。[要出典]
- 歌うことが好きで、高校時代は賞品目当てに地域ののど自慢大会に出場し、炭俵、サツマイモ、茶だんすなどを獲得していた。
  - 1977年（昭和52年）に、3か月のみミノルフォンレコード（現・徳間ジャパンコミュニケーションズ）所属の歌手として活動し、シングルレコード『3年たってもまだ泣ける（カップリング曲『夜の口紅』）』をリリース。本気で売ろうとスナックなど自費でキャンペーンに回り、2日間で500枚手売りした。しかし新人歌手の印税では500枚売っても2000円程度で、自費のキャンペーンは大赤字だった。
  - 2008年（平成20年）に自身の75歳を記念して、戦前から昭和50年代までの好きな32曲を自身で歌い収録した2枚組のCD集『昭和を歌う』を自費製作した（非売品）。
- 森喜朗は2013年（平成25年）2月にロシア連邦を訪問して同国大統領のプーチンと会談した際、行きの飛行機内で目にした、針の風刺漫画が描かれた朝日新聞朝刊（同年2月20日付）を手渡した。森とプーチンが柔道着姿で、左手で組み合いながらも右手では握手をしている、というもの[2]。

### 武道家として
- 武道の愛好が高じ漫画から離れた時間は合気道に打ち込み、独自の武術「体の杖（たいのじょう）」を考案する。これに関する教則DVDや、漫画家である針の全編書き下ろしイラストによる書籍 「体の杖イラスト皆伝 」を出版している。
  - もともと格闘技に興味があったが、身長160センチメートル、体重50キログラムほどの体格でできるのか不安視し、断念をしていた[8]。1957年（昭和32年）[3]に漫画の取材で合気道を見て「これならできるのでは」と思い、道場「合気会」に入門[8]。師範・山口清吾[3]の元で学び、8段の段位を持つにいたる[2]。また、合気会と並行して神道夢想流杖術を学んだ[3]。
  - やがて針は神道夢想流の「直線的な動き」に、合気道の「円の動き」を取り入れ、長さ128センチメートル・直径25ミリメートル[3]の樫の木の杖を操る独自の武術「体の杖」を完成させ、1990年（平成2年）2月、郷里の佐賀市内に道場「高伝館」を開いた[3]。2016年時点で東京や九州（佐賀・福岡）、東北（青森）に道場が合計9か所あり、全国に300人以上の弟子がいる。
  - 高伝館のシンボルマークは佐賀県鳥で天然記念物のカササギ（カチガラス）を針がイラスト化したもの。
  - 武道雑誌『月刊秘伝』に寄稿している。

### ものまね王座決定戦
- テレビ番組『ものまね王座決定戦』の似顔絵カット担当および、審査員としての出演[2]を約26年間務めた。もともとはカット担当だけの予定だったが、似顔絵が話題となり出演が決まったという。
  - 針はほとんど最後に点数が表示される左端の席に座り、ヘッドホンを片耳だけあて、出演者がどんなに芸の立つものまねをしても、針だけは10点満点中の9点、もしくは8点しかつけないことがたびたびだった（出演末期は8点を付けることはほとんどなく9点や10点で採点する姿が目立った）。針はインタビューで「流行歌はほとんど分からないので、厳しい点を付けていた」「歌が少しでも変だと、これも厳しい点を付けていた」「じゃんけんは可哀想だから、ここで誰かが1人鬼にならなきゃいけない」と述べている[2]。審査員席には同様の厳しさを見せた淡谷のり子もおり、同番組で出演者が満点を出すのは至難の業だった。

## 連載
- テルスター7（週刊漫画TIMES 1964年 - 1965年）
- 一笑両断（週刊漫画TIMES 1965年 - 1966年）
- ウィークエンド笑（週刊漫画TIMES 1967年 1月7日:14日合併号  - 2016年11月11日号 ）※ 芳文社の『週刊漫画Times』にて「テルスター7」、「一笑両断」、「ウィークエンド笑」とタイトルは変わるが時事1コマ漫画を53年間連載した。
- お笑いスポーツジャーナル（まんがスポーツ1985年 - 1994年 ）

## 書籍
- 針すなお似顔漫画集・そっくり（漫画アイデアセンター、1972年）
- 針すなおのそっくり画入門（永岡書店・ナガオカ入門シリーズ、1981年）
- 体の杖イラスト皆伝（BABジャパン、2008年）

## DVD
- 針すなお創始 体の杖 1～3（BABジャパン、2008年）

## 主な提供イラスト作品

### レコードジャケット
- 走れコウタロー（ソルティー・シュガー）
- 笑ってよいしょ（野末陳平・三遊亭圓楽・ロイヤルナイツ）
- クスリ・ルンバ PartII（アントニオ古賀）
- 第一次成長期〜Baby to Boy〜[コラボしてたの!?盤]（MAGiC BOYZ 2017年8月30日）

### 書籍表紙・本文カット
- テレビ番組関連本
  - NHKクイズ面白ゼミナール シリーズ ‐鈴木健二の似顔絵
  - NHKクイズ日本人の質問 シリーズ ‐ 古舘伊知郎・高橋英樹・桂文珍などの似顔絵。番組セットにもイラストを提供（後述）。
  - 三枝の爆笑美女対談 シリーズ（関西テレビ編 講談社） - 桂三枝の似顔絵
  - ウイッキーさんの24時間の英会話（アントン・ウィッキー）
- 開祖の横顔（月刊秘伝編集部編・BABジャパン） - 合気道創始者・植芝盛平の似顔絵
- 泣いて、叱る（桂小金治）
- あやうし鞍馬天狗（岡本喜八）
- テレビに恋して20年 泣いて笑って、笑って泣いて…（萩本欽一）
- 気分は五月晴れ（五月みどり）
- ひらがな人生 役者として人として（川谷拓三）
- さすらいの麻婆豆腐 陳さんの四川料理人生（陳建民）
- 一刀斎の観測学的おんな論（五味康祐）
- 林邦夫のメンズファッション紳士録
- 古事記7つの旅 出雲神話の旅（江木文彦） - 似顔絵ではなく、神話をモチーフにしたイラスト。

### 雑誌付録、ムック等
- 明星デラックス うたの世界'79、'82 - '91 - 表紙およびページ内挿絵
- NHKテキスト 将棋講座（表紙） ※1988年(昭和63年)４月~2008年(平成20年)3月号まで担当。
- NHK BSカラオケ塾 中高年のためのカラオケ教室 男歌・女歌

### 広告
- ニッポン放送 タイムテーブル（1970年代後半から1980年代前半まで） - パーソナリティの似顔絵カット
- たばこと私（日本専売公社→日本たばこ産業） - 有名人のタバコに関わるコラムを掲載する新聞広告。執筆者の似顔絵

### 映画
- 日本一の裏切り男（東宝 1968年） ‐タイトルバックの植木等の似顔絵

### テレビ番組における素材提供
NHK
- NHK紅白歌合戦（NHK総合テレビ、第33・37・43・44・52回） - 観覧客審査用のうちわ（司会者の似顔絵）
- お好み演芸会（NHK総合テレビ） - プレゼントコーナーにおける出演者の似顔絵。セットの達磨の背中に描かれた。
- クイズ日本人の質問（NHK総合テレビ） - 出演者の似顔絵。番組特製の視聴者プレゼントであるジグソーパズルの原画となった（次番組『新・クイズ日本人の質問』では視聴者プレゼントのブロックパズルの原画に出演者の似顔絵）。
- POP JAM X'masスペシャル DJ OZMAのアゲ♂アゲ♂HOLY☆騎士 （NHK総合テレビ） -  神奈月の出演シーンにおけるものまね対象者のワイプ似顔絵素材。後述の『ものまね王座決定戦』における演出のパロディ。

フジテレビ系列
- ものまね王座決定戦（フジテレビ系列） - ものまね披露の際、対象となる人物の似顔絵素材が全画面テロップおよびワイプで表示される演出が恒例であり、多くの番組等でパロディ的に用いられた。
  - とんねるずのみなさんのおかげです（フジテレビ系列） ‐本家パロディ『木梨憲武一人ものまね王座決定戦』で木梨憲武が、ものまねをする人の似顔絵。木梨が針のものまねを披露したため、針自身が作成した針すなおの似顔絵が放送された。
  - めちゃ×2イケてるッ!（フジテレビ系列） ‐ ナインティナインの岡村隆史が本家ものまね王座をみて過去に四天王などがしたものまねや、本人オリジナルものまねを「続きまして～」と言いながら居酒屋や病院などのセットで披露した際の、ものまねをする人の似顔絵。
  - モーニング娘。のサルティンバンコに連れてって!! 緊急中澤スペシャル（フジテレビ系列） ‐ モーニング娘。を脱退する中澤裕子のために設けられた特別番組だがロケのスケジュールが空くのは辻希美だけ。辻がものまねが好きということで、ものまね特番のセットで清水アキラや辻が、ものまねをする人の似顔絵
- 日曜ビッグウェーブ『ダチョウ倶楽部&岡本夏生 アフリカ横断 サバンナ爆笑5000キロ』（フジテレビ系列） ‐ 車に乗って移動の際 ダチョウ倶楽部・岡本夏生のサファリの探検隊の格好の似顔絵

TBS系列
- 料理天国（TBS系列） - タイトルバックの司会者や出演者（芳村真理・西川きよしなど）の似顔絵。
- 理想の上司（TBS系列） - ドラマ終了前のいろはカルタ（長塚京三・松雪泰子・石田ゆり子・木村佳乃の似顔絵）
- 水曜日のダウンタウン（TBS系列）

### ウェブサイトにおける素材提供
- 開局70周年記念地域ドラマ あのひとあの日（NHK佐賀放送局）[9]